# Neivamyrmex goeldii
Neivamyrmex goeldii é uma espécie de formiga do gênero Neivamyrmex.